# Самохідний міномет

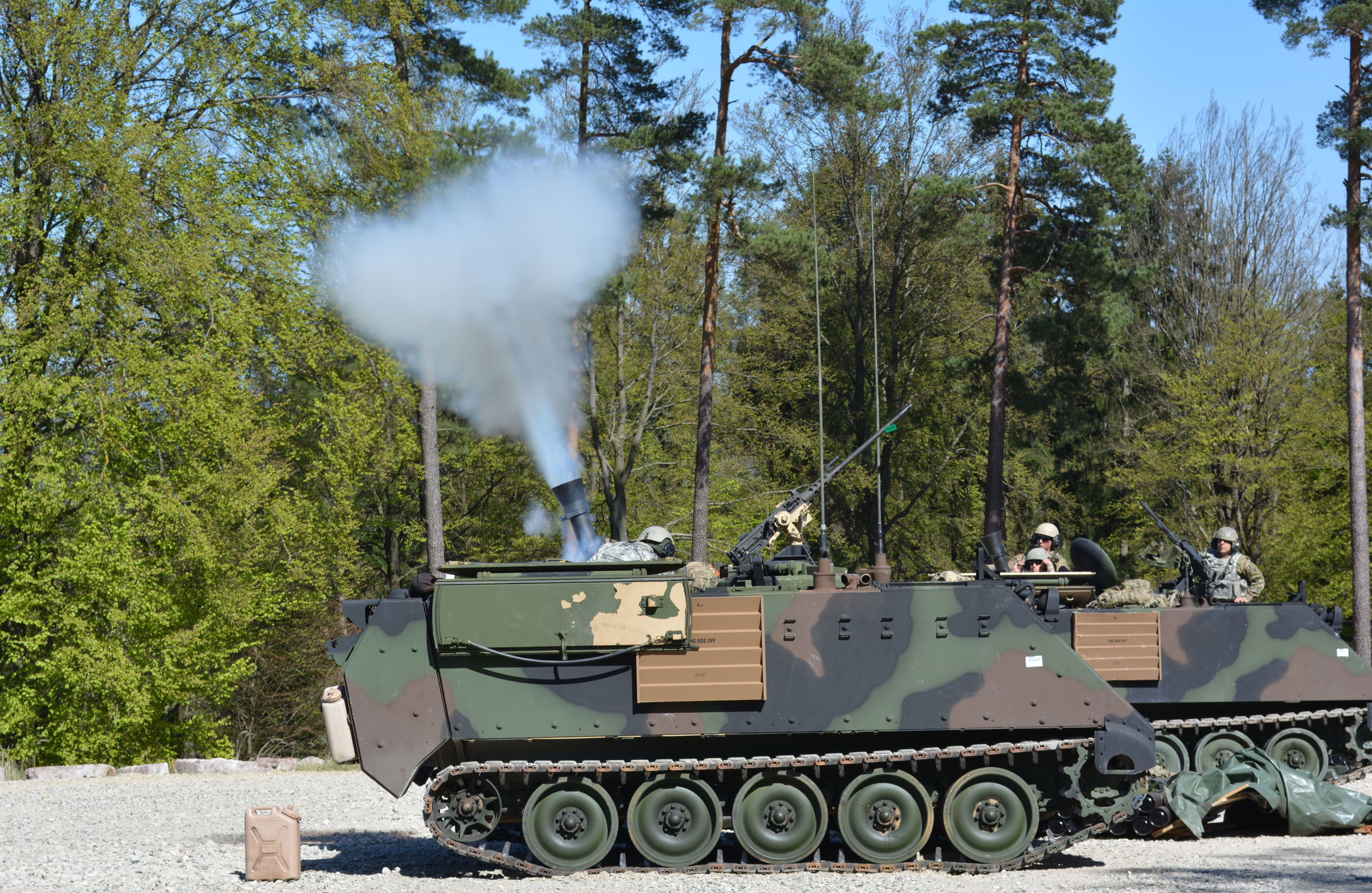
M1064, самохідний міномет на базі M113

Самохідний міномет — різновид самохідних артилерійських установок (САУ), яка характеризується використанням міномета як основного озброєння. Конструктивно самохідні міномети є різнорідною групою, що включає як носії ротних або батальйонних мінометів калібру близько 81—120 мм, так і важкі артилерійські системи калібром до 240 мм, а у виняткових випадках і більше. Самохідні міномети з'явилися в 1930-і роки і набули поширення в період Другої світової війни. У післявоєнний період розвиток самохідних мінометів було продовжено і вони набули широкого поширення в більшості великих армій світу.

## Історія розвитку

### Міжвоєнний період та Друга світова війна

#### Велика Британя

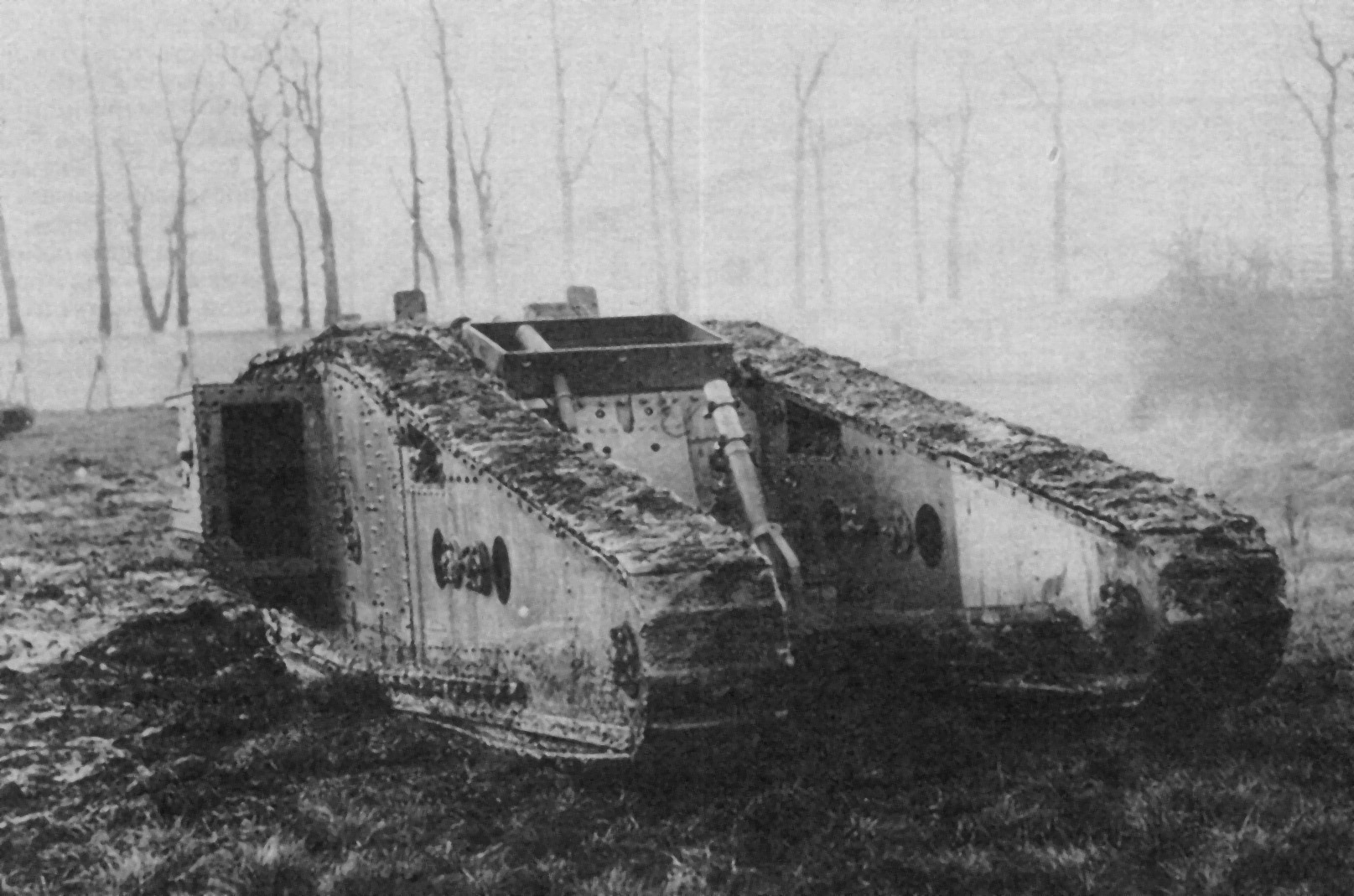
Mk IV «Tadpole» з установкою міномета Стокса в кормовій частині. 1917 рік.

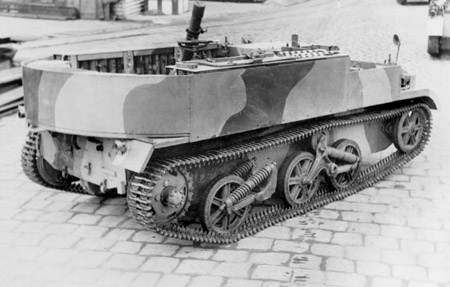
3 inch Mortar Carrier на базі австралійського варіанта транспортера

Один з перших дослідів в області самохідних мінометів був проведений у Великій Британії ще в період Першої світової війни. Дослідний важкий танк Mk IV «Tadpole», характерною особливістю якого були подовжені кормові обводи гусениць, був в дослідному порядку обладнаний 81,2 мм мінометом Стокса. Міномет встановлювався на спеціальній платформі, розміщеній між кормовими частинами гусениць, чим забезпечувалася відносна захищеність мінометного розрахунку від вогню противника.
Експерименти були продовжені в 1930-і роки, коли мінометом Стокса була обладнана танкетка Mk.VI, проте немає даних про те, що це дослідження отримало якийсь розвиток. Роботи в цій галузі поновилися перед Другою світовою війною, коли два легких бронетранспортера Universal Carrier з 1—ї серії, випущеної в 1938 році, були в дослідному порядку переобладнані в носії міномета і спорядження (англ. Mortar and Equipment Carrier). Точні деталі проекту невідомі, але, імовірно, машини повинні були діяти в парі, перевозячи 81,2 мм міномет ML 3 inch, його розрахунок з чотирьох або п'яти осіб і боєкомплект. Машини пройшли випробування в Дослідницькому центрі механізованих військ, але на озброєння прийняті не були. Подальші розробки у Великій Британії та країнах Британської співдружності також велися на базі Universal Carrier, який став стандартним їх бронетранспортером в період війни.
У травні 1941 року було розпочато роботу зі створення самохідного міномета, що розміщувався на одному транспортері, з перевезенням боєкомплекту в передку від 88 мм гармати. Випробування самохідного міномета, який отримав позначенням Mortar Carrier, пройшли в жовтні того ж року і завершилися в цілому успішно, після чого установка була запущена в серійне виробництво. У британській армії самохідні міномети надходили на озброєння самохідно—мінометних взводів у складі піхотних батальйонів, що мали по шість транспортерів. Для ведення вогню міномет зазвичай знімався з транспортера і встановлювався на землі; за крайньої необхідності вогонь міг вестися і безпосередньо з корпусу, але це призводило до пошкодження днища корпусу. Крім британського варіанту, аналогічні самохідні міномети випускалися на базі транспортерів, які будувалися в Канаді і Австралії. Відомі також випадки озброєння Universal Carrier 51-мм мінометом SBML 2 inch.

#### Німеччина

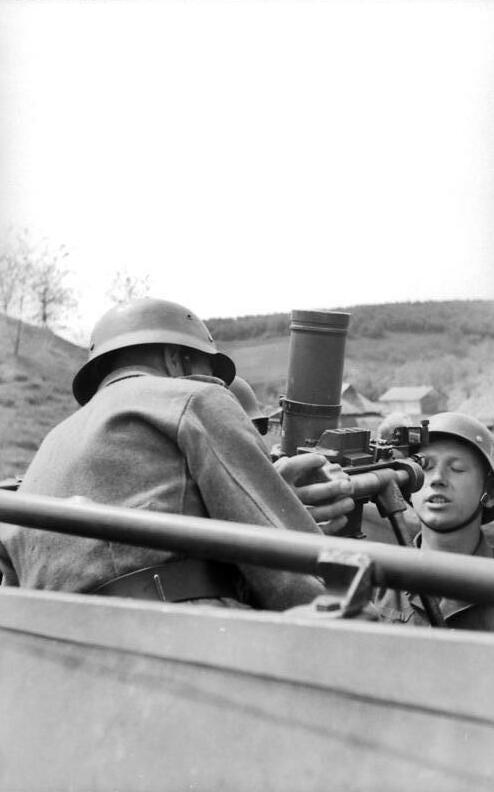
Ведення вогню з Sd.Kfz.251/2

У Німеччині в період Другої світової війни самохідні міномети випускалися на базі стандартних напівгусеничних бронетранспортерів. На базі легкого бронетранспортера Sd.Kfz.250 випускався варіант Sd.Kfz.250/7, озброєний стандартним 81,4-мм батальйонним мінометом Gr.W.34. Міномет встановлювався в бойовому відділенні бронетранспортера і вів вогонь по курсу машини з кутами горизонтального наведення, аналогічними переносному варіанту; боєкомплект становив 42 постріли. Sd.Kfz.250/7 надходили на озброєння самохідно-мінометних взводів у складі бронетанкових розвідувальних рот. Під тим же позначенням, Sd.Kfz.250/7, випускався також транспорт для мінометних боєприпасів, який перевозив 66 пострілів.
Самохідний міномет на базі середнього бронетранспортера Sd.Kfz.251, який носив позначення Sd.Kfz.251/2 був розроблений в 1939-1940 роках. Конструктивно Sd.Kfz.251/2 був схожий зі своїм легким аналогом і мав таке ж озброєння, але його боєкомплект становив 66 пострілів, а міномет розміщувався в бойовому відділенні в спеціальній установці, хоча стандартна опорна плита також перевозилася в транспортері, що дозволяло вести вогонь з землі в разі потреби. На відміну від легкого самохідного міномета, Sd.Kfz.251/2 надходили на озброєння самохідно—мінометних взводів панцергренадерських рот.

#### США

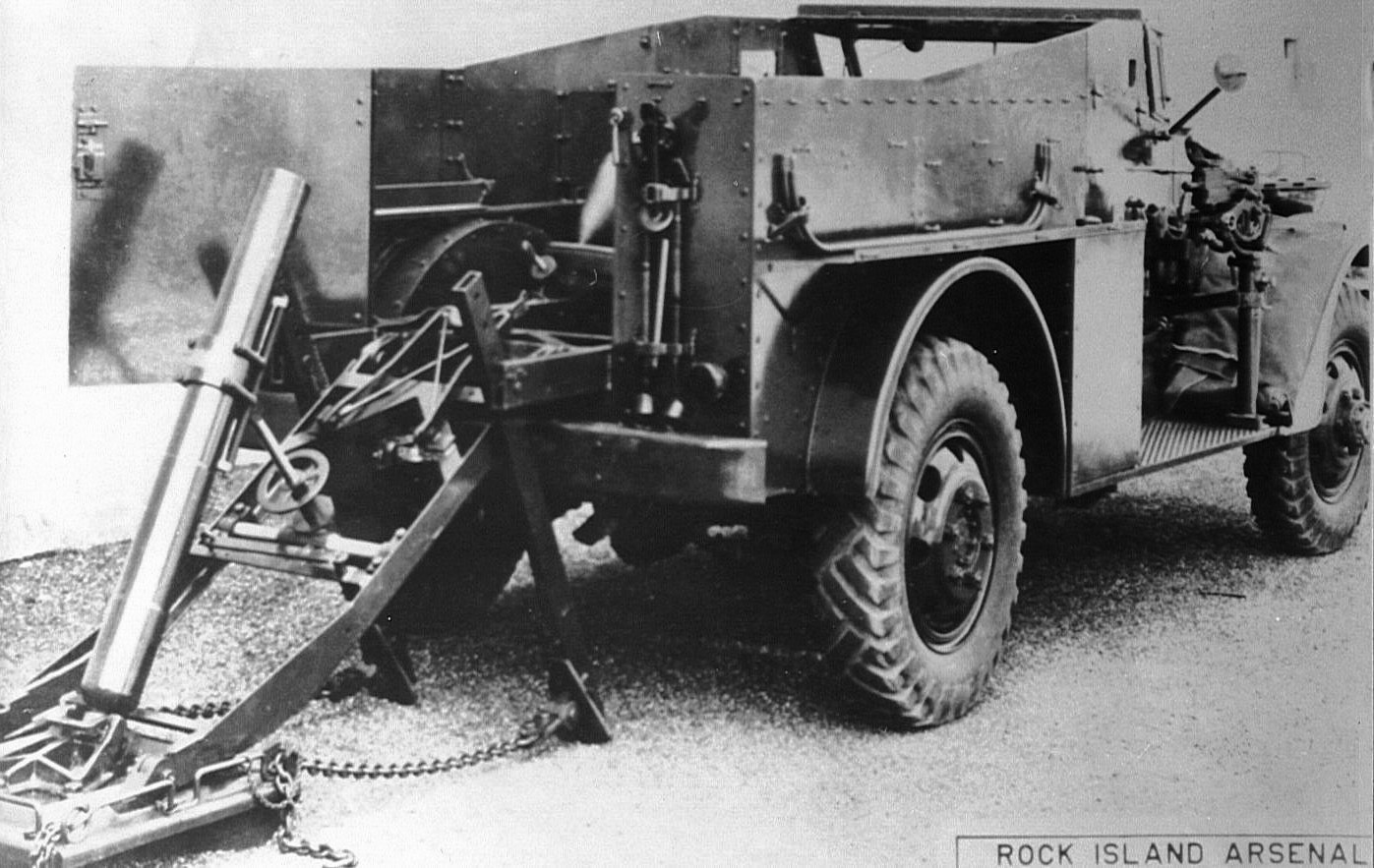
107-мм самохідний міномет T5E1

У 1935 році главою кавалерії США була рекомендована розробка 81 мм самохідного міномета для супроводу кавалерійських частин. За базу для такої зброї вивчалися легкі розвідувальні колісні бронетранспортери (англ. Scout Cars), які розроблялися в той період. У 1937 році була випробувана установка 81 мм міномета на шасі легкого бронетранспортера, а також на шасі ½-тонного повноприводного вантажного автомобіля. Останній варіант виявився невдалим, проте випробування 81 мм самохідного міномета на базі нового бронетранспортера M3 принесли позитивні результати і роботи над машиною, що отримала позначення T1, були продовжені. Крім того, паралельно була розпочата розробка 107 мм самохідного міномета T5 на двовісьму повнопривідному шасі виробництва фірми «Мармон-Херрингтон», незабаром перенесена на шасі M3, під позначенням T5E1.
Конструкція T1 дозволяла вести вогонь як з корпусу машини, так і виносячи міномет на землю, в той час як 107 мм міномет в T5E2 для ведення вогню за допомогою спеціального механізму опускався на землю через задні двері машини. Роботи по самохідним мінометам на шасі M3 тривали аж до 1940 року і вони були прийняті на озброєння під позначеннями M2 (англ. 81mm Mortar Carrier M2 і 107mm Mortar Carrier M2), проте незабаром програма була припинена на користь самохідних мінометів на шасі напівгусеничних бронетранспортерів. У 1944 році був також побудований 107 мм самохідний міномет на шасі ¼-тонного автомобіля підвищеної прохідності. Опорні пристрої міномета виконувалися складними і для ведення вогню опускалися на ґрунт; внаслідок малої місткості автомобіля, розрахунок міномета і його боєкомплект перевозилися на другій машині. Самохідний міномет пройшов випробування на Абердинському полігоні на початку 1944 року, але на озброєння прийнятий не був.

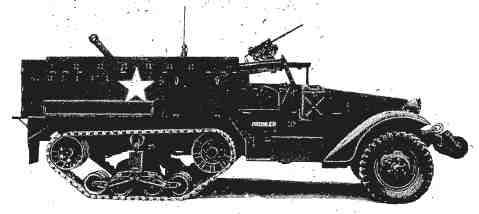
81-мм самохідний міномет M4A1

19 вересня 1940 року в озброєння був прийнятий самохідний міномет M4, створений на базі напівгусеничного бронетранспортера-тягача M2. M4 озброювався 81 мм мінометом M1, встановленим в бойовому відділенні, проте штатно для ведення вогню міномет знімався і встановлювався на землі, так як стрільба з корпусу могла призводити до пошкодження машини і допускалася лише в крайніх випадках. Досвід експлуатації M4 показав непрактичність такого рішення, тому після випуску 572 таких мінометів в 1942 році, в виробництво був запущений покращений варіант M4A1, який відрізнявся посиленим корпусом, розрахованим на штатне ведення вогню з машини, а також збільшеними кутами горизонтального наведення міномета. У 1943 році була випущена серія з 600 M4A1, модернізації до цього варіанту піддалася і деяка кількість M4. Боєкомплект міномета в машинах обох модифікацій становив 96 пострілів.

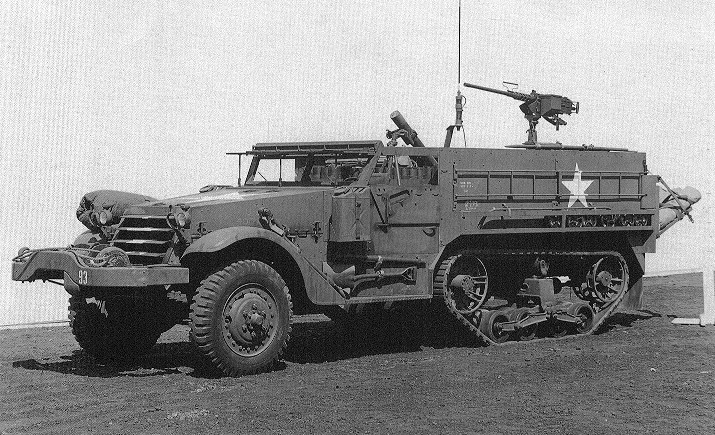
81-мм самохідний міномет M21

У січні 1944 року було розпочато виробництво самохідного міномета M21, який базувався на напівгусеничному бронетранспортері M3 і відрізнявся від M4A1 насамперед установкою міномета з обстрілом в лобовому секторі машини, а не по кормі, а також значно збільшеним сектором горизонтального наведення. Через те, що потреби армії в самохідних мінометів були в основному задоволені за рахунок M4/M4A1, випуск M21 обмежився порівняно малою серією з 110 одиниць. Крім 81 мм мінометів, в грудні 1942 року були розпочаті роботи по установці на шасі M3 107 мм міномета M2 для Хімічного корпусу. Випробування машини, що отримала позначення T21, показали, що стрільба з 107 мм міномета викликала серйозні пошкодження рами транспортера, що потребувало створення прототипу з посиленим корпусом. Незважаючи на успішні випробування вдосконаленого прототипу, до кінця війни інтерес армії зосередився на бронетранспортерах нового покоління на гусеничному шасі, на базі яких передбачалася розробка та спеціалізованих машин, в результаті чого 29 березня 1945 року роботи зі T21 були припинені

### Післявоєнний період

#### Велика Британія
У 1960-х роках у Великій Британії самохідний міномет був створений у складі сімейства броньованих машин на базі бронетранспортера FV432. Самохідний міномет мав схоже з американськими аналогами компоновання і був озброєний стандартним для британської армії легким 81 мм піхотним мінометом L16, встановленим на підлозі бойового відділення на поворотній плиті з круговим обстрілом і вели вогонь через люк в даху бойового відділення; боєкомплект самохідної установки становив 132 пострілу. Самохідний міномет випускався серійно і поступив на озброєння шести гарматних самохідно-мінометних взводів у складі батальйонів механізованої піхоти британської армії

#### США
Розвиток самохідних мінометів продовжилося в США і після закінчення Другої світової війни, так як вивчення питання показало збереження потреби у військах в самохідних мінометів на гусеничному шасі. Так як кращою представлялася розробка сімейства спеціалізованих машин на шасі нового бронетранспортера M75, на його основі були розпочаті роботи з 81 мм самохідним мінометом T62, 105 мм T63 і 107 мм T64. Всі три машини мали однакову конструкцію носія; один з трьох вільно замінних між собою мінометів встановлювався в бойовому відділенні, відкритому зверху в кормовій частині, на поворотній плиті і міг, з обмеженими кутами наведення в горизонтальній площині, вести вогонь в кормовому і бортових секторах. Один прототип T64 був переобладнаний з серійного бронетранспортера і пройшов випробування, однак на час їх закінчення M75 вже не вважався перспективним, що призвело до припинення подальших робіт по першій післявоєнній серії самохідних мінометів.

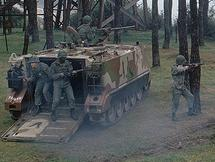
107-мм самохідний міномет M106

Після припинення робіт по M75, роботи по самохідним мінометом були продовжені на базі нового бронетранспортера, M59. Машинам з 81 мм, 105 мм і 107 мм мортирами були присвоєні позначення, відповідно T82, T83 і T84. Першим з них був завершений T84, прийнятий на озброєння в листопаді 1955 року за позначенням M84 і запущений в серійне виробництво в січні 1957 року. Роботи по T83 були припинені з відмовою від 105 мм міномета, а розробка 81 мм міномета затягнулася і була врешті—решт переведена на бронетранспортер M113. M84 озброювався мінометом M30, розміщеним в бойовому відділенні на стандартній установці для вогню з землі, використовуючи днище машини замість опорної плити, і вели вогонь через люк в даху бойового відділення, з кутами горизонтального наведення ± 25° в кормовому секторі; боєкомплект міномета становив 88 пострілів. Екіпаж установки складався з 6 чоловік.

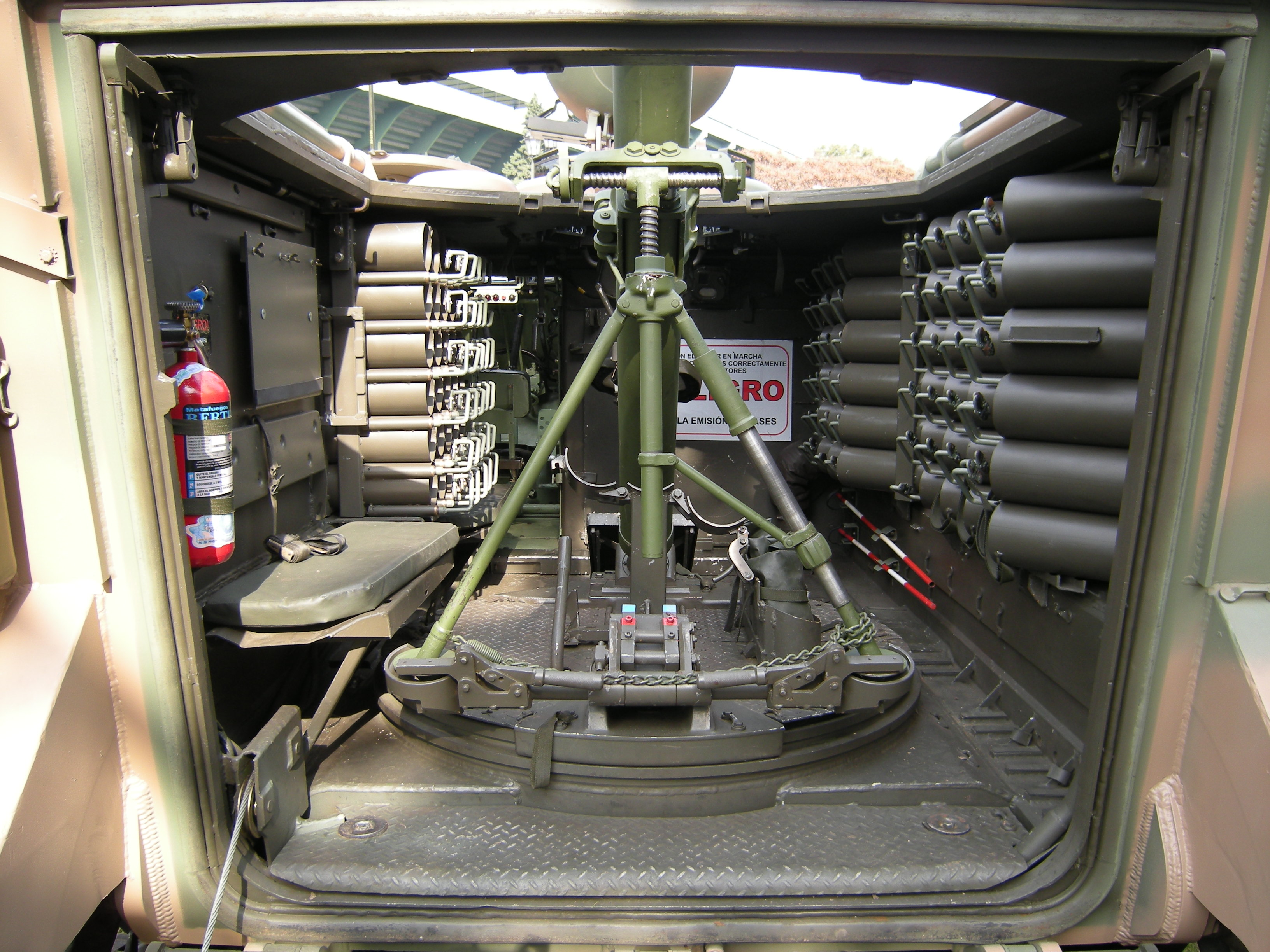
Вид на бойове відділення M106 через кормові двері

Розробка нового самохідного міномета на базі M113 була розпочата на ранній стадії розробки бронетранспортера, коли в травні 1956 року, паралельно з виготовленням десяти прототипів базової машини, було замовлена два прототипа 81 мм самохідного міномета. Прототипи машини, якій в серпні 1957 року було присвоєно позначення T257, були завершені в березні 1958 року і після деякого доопрацювання успішно пройшли випробування. На той час було прийнято рішення про забезпечення взаємозамінності 81 мм і 107 мм мінометів, яке потягнуло за собою побудову вдосконаленого прототипу, який отримав позначення T257E1. Новий самохідний міномет був в цілому схожий за конструкцією з M84, але конструкція поворотної установки забезпечувала 81 мм мінометів круговий обстріл, в той час як для 107 мм міномета кути горизонтального наведення збільшилися до ± 45 °. Боєкомплект міномета становив 114 81 мм або 88 107 мм пострілів. У жовтні 1964 року 81 мм і 107 мм самохідні міномети були прийняті на озброєння під позначеннями, відповідно, M125 і M106, а їх варіанти, які базувалися на вдосконаленій модифікації бронетранспортера M113A1 — M125A1 і M106A1.
Серійне виробництво M106 було розпочато ще до прийняття самохідного міномета на озброєння і в цілому було випущено 860 машин цього типу до переходу до варіанту M106A1, випущеного в кількості 1316 одиниць. M125, що надійшов у виробництво пізніше, випускався тільки в варіанті M125A1 і всього було вироблено 2252 самохідних міномети цієї модифікації. З появою вдосконаленої модифікації бронетранспортера M113A2, до аналогічного рівня були модернізовані і шасі самохідних мінометів, які отримали позначення M125A2 і M106A2.

#### Україна
За часи незалежності в Україні розроблялись кілька моделей самохідних мінометів, наприклад, БММ-8 корпорації «Богдан» та «Смерека» компанії «Українська бронетехніка», але значного поширення вони не набули.
Під час російського вторгнення «Українська бронетехніка» заморозила розробку «Смереки», оскільки перехід від маневрової війни до позиційної змінив підхід до артилерії. За словами гендиректора компанії Владислава Бельбаса, 20—30 звичайних мінометів є більш корисними, ніж один самохідний міномет.

## Фотогалерея

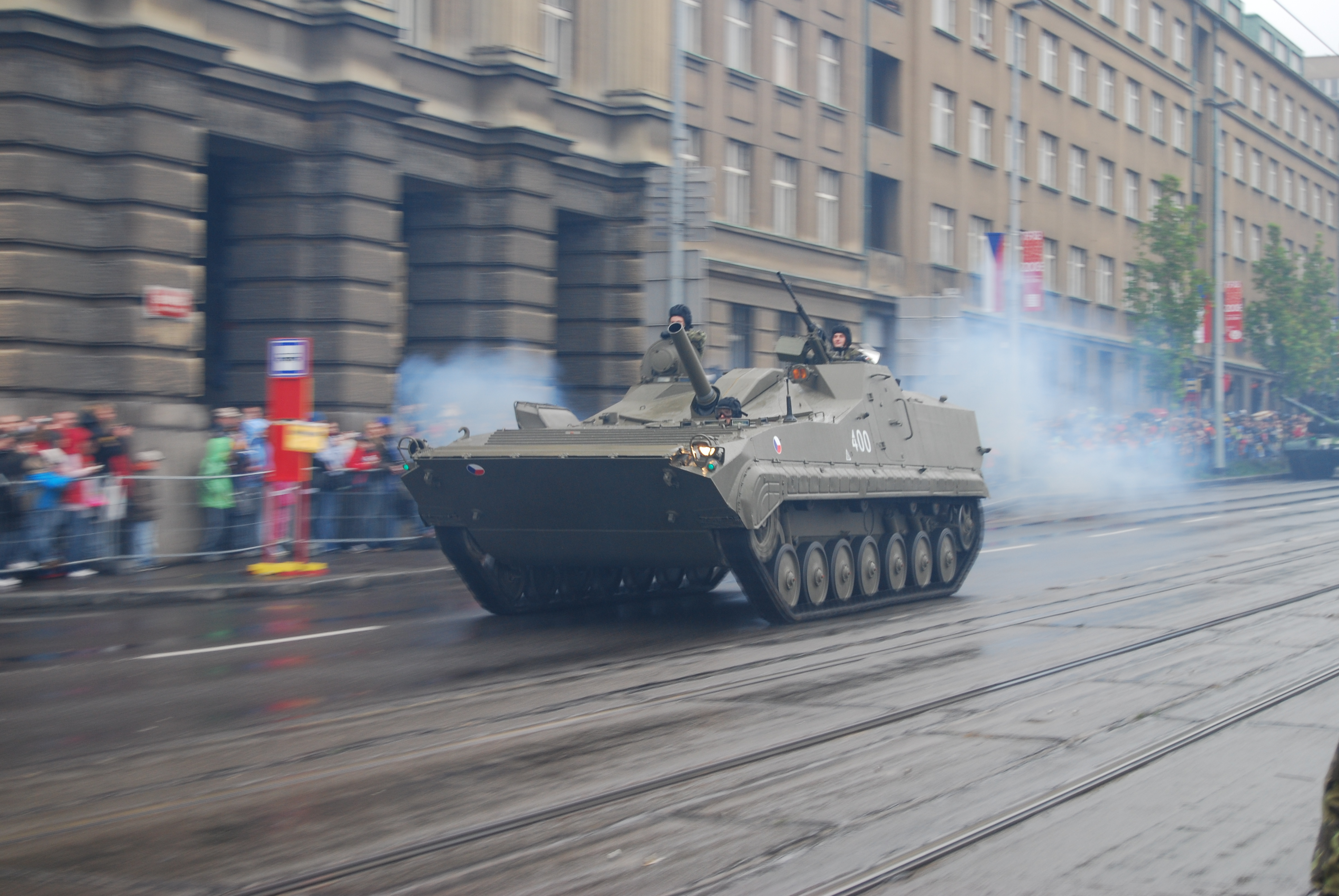
Чеський ShM vz.85 PRÁM-S на шасі BVP-1
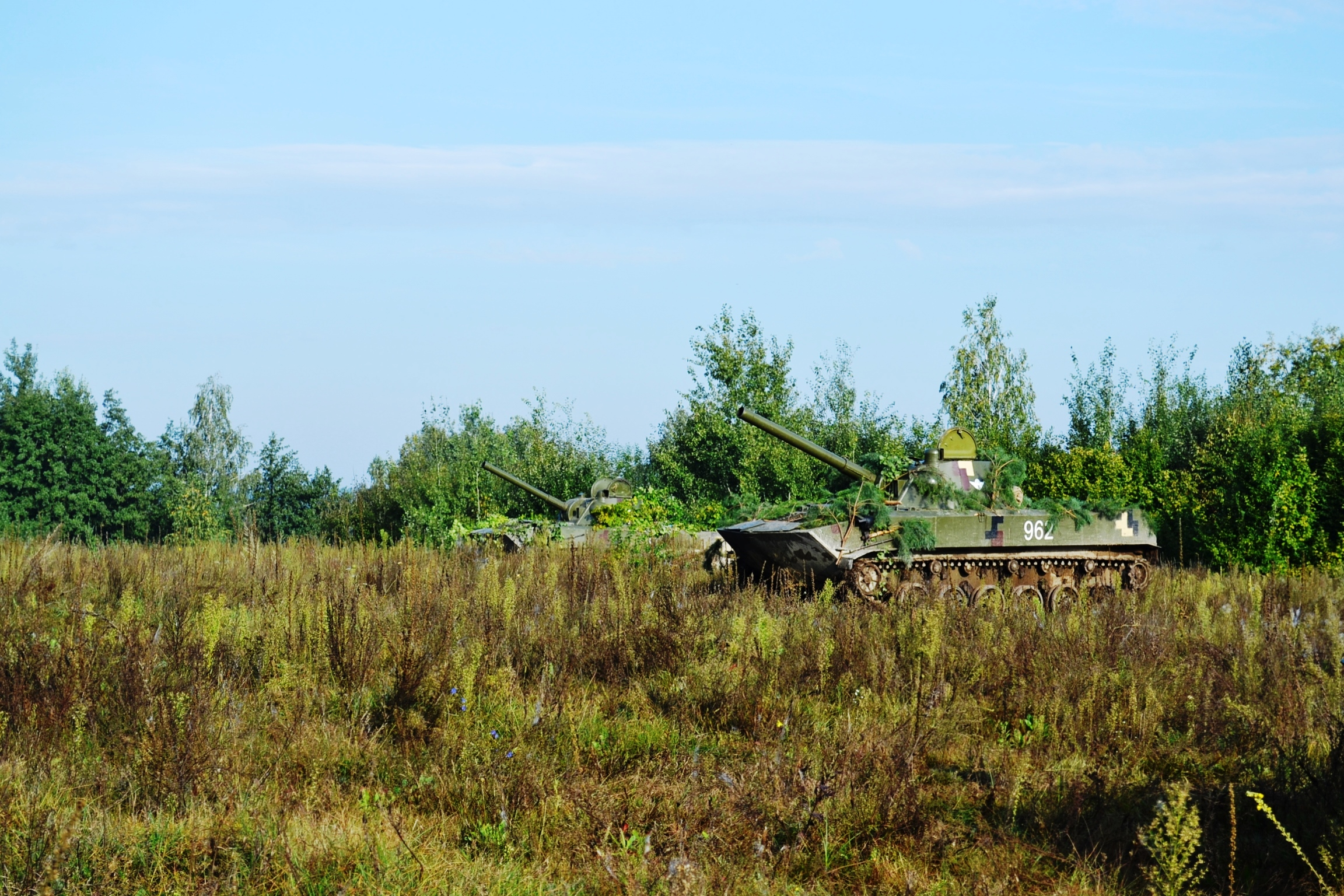
Радянські 2С9 «Нона-С» на українській службі
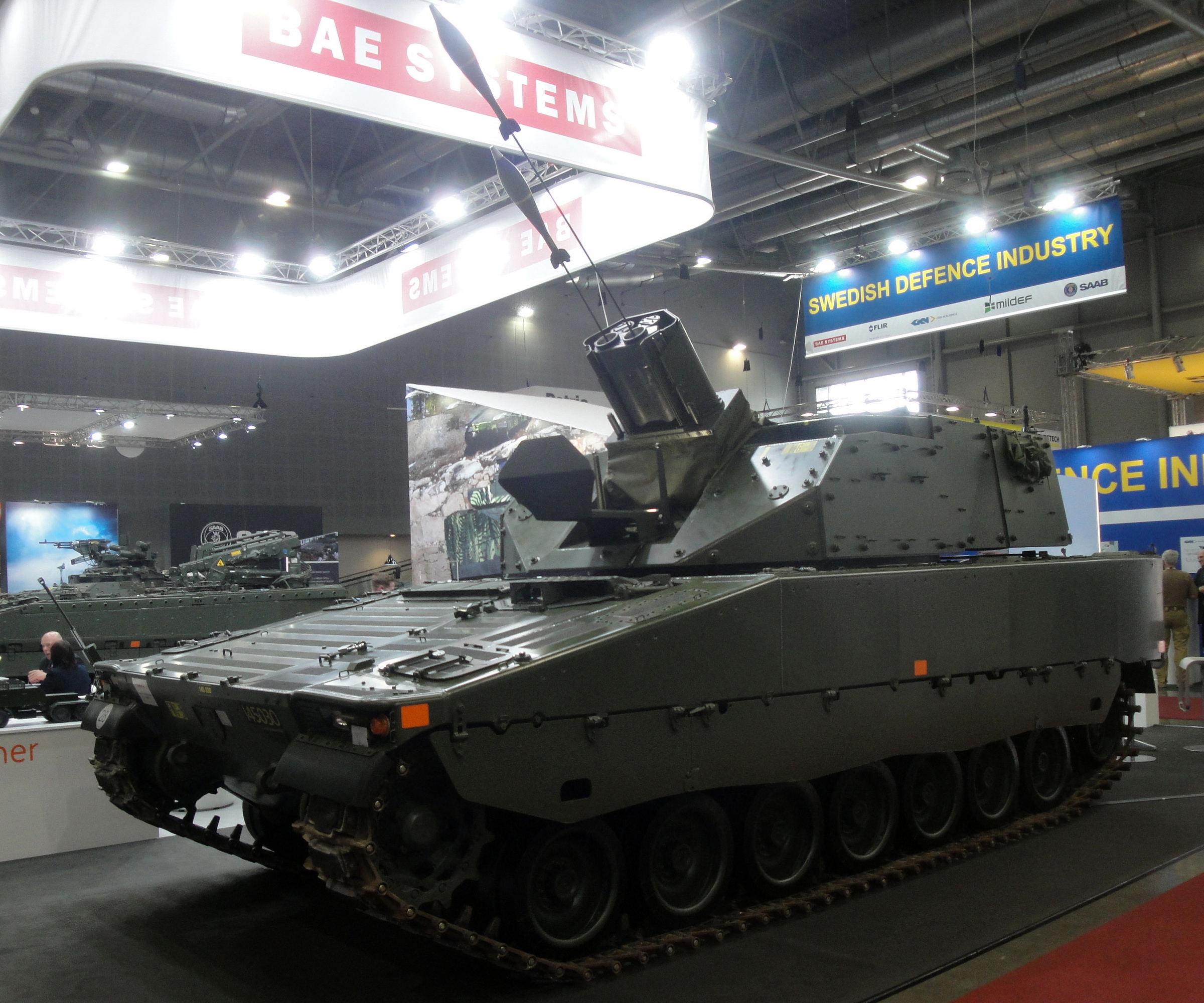
Шведський CV 90 Mjölner
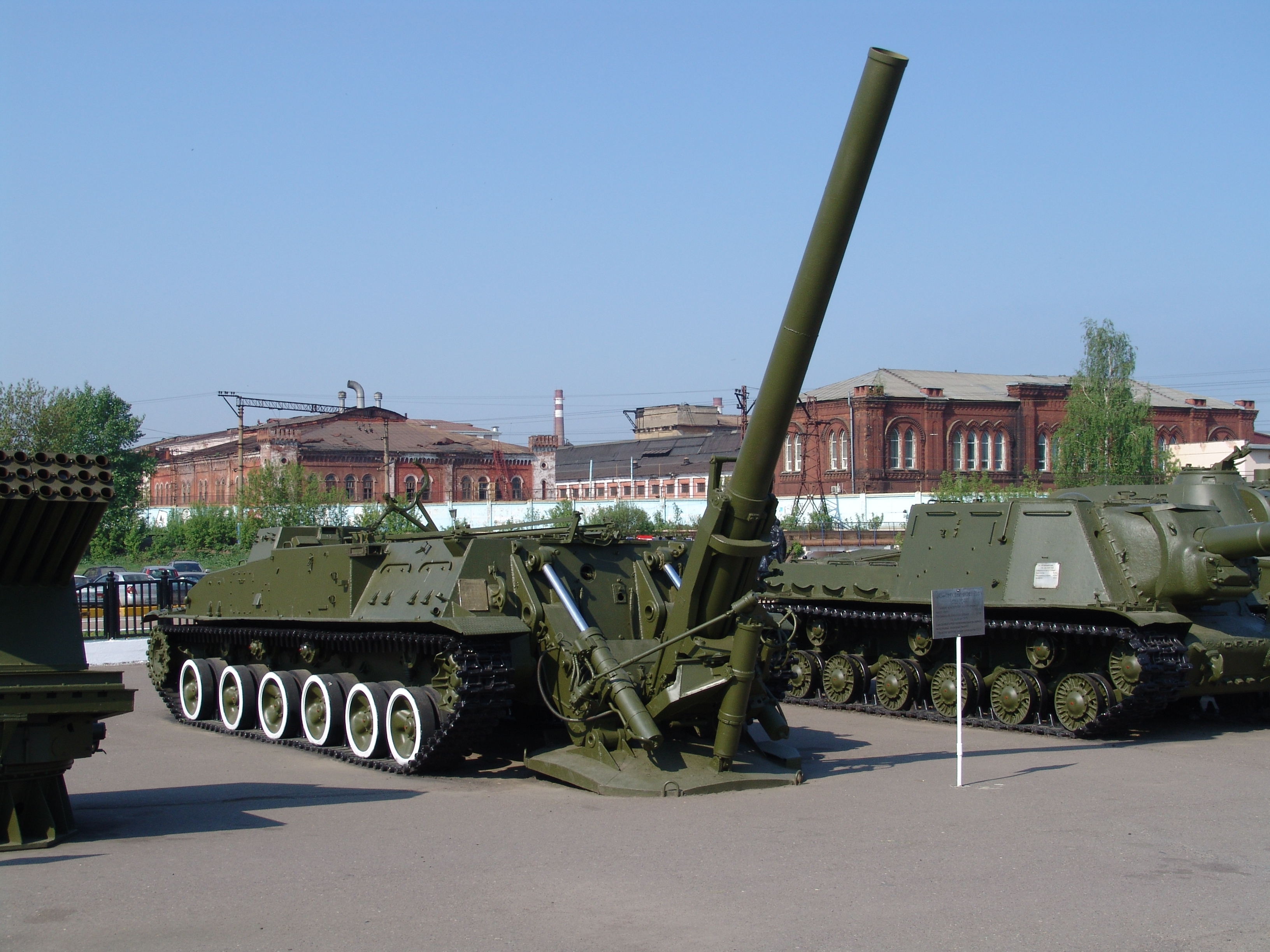
Радянський важкий 240-мм міномет 2С4 «Тюльпан»
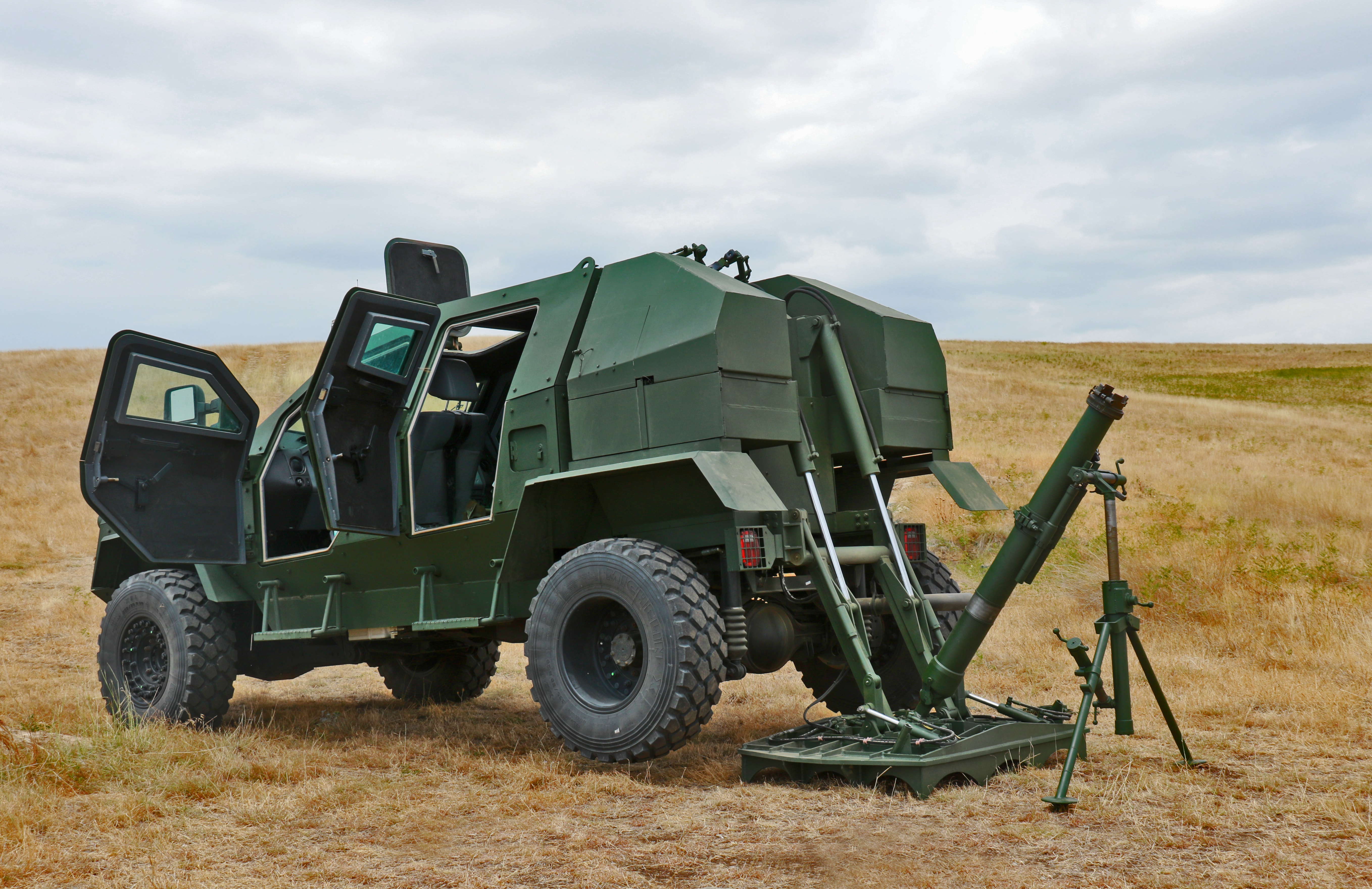
Грузинський 120-мм Didgori Meomari